# Puchar Świata w Chodzie Sportowym 1970
5. Puchar Świata w Chodzie Sportowym – zawody lekkoatletyczne, które odbyły się 10 października 1970 w Eschborn.

## Rezultaty

### Mężczyźni
|               | 1. miejsce         | Rezultat | 2. miejsce            | Rezultat | 3. miejsce        | Rezultat |
| Chód na 20 km | Hans-Georg Reimann | 1:26:55  | Wołodymyr Hołubnyczy  | 1:27:22  | Peter Frenkel     | 1:27:33  |
| Chód na 50 km | Christoph Höhne    | 4:04:36  | Wieniamin Sołdatienko | 4:09:52  | Burkhard Leuschke | 4:11:10  |
| Drużynowo     | NRD                | 134 pkt  | ZSRR                  | 125 pkt  | RFN               | 88 pkt   |